# Zbigniew Brym

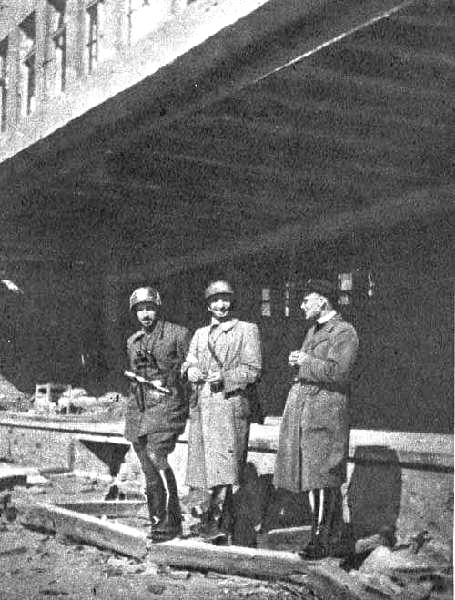
Trung úy Zbigniew Brym "Zdunin", Trung úy "Piotr" và tuyên úy cpt. Antoni Czajkowski "Badur" từ đại đội 3 của Tiểu đoàn Chrobry II tại Nhà ga Bưu điện vào cuối tháng 8 năm 1944

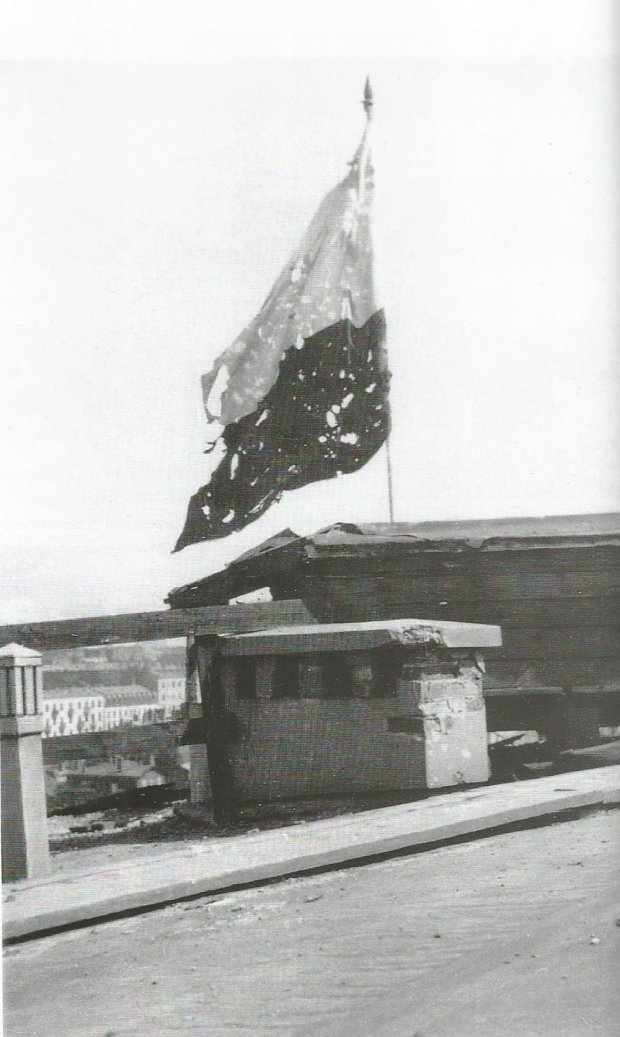
Một trong những hành động nổi tiếng của Brym từ Khởi nghĩa Warsaw. Cờ Ba Lan phất lên trên đường phố Żelazna vào ngày cuối cùng của cuộc khởi nghĩa

Zbigniew Brym, bí danh "Zdunin", (sinh năm 1919, mất ngày 1 tháng 12 năm 2006), là một đại tá người Ba Lan, quân nhân của Quân đội Nhà, tham gia cuộc Khởi nghĩa Warsaw, nhiếp ảnh gia và nhà báo.
Zbigniew Brym tốt nghiệp Trường Sĩ quan Đặc công ở Modlin. Zbigniew Brym đã tham gia Chiến dịch Tháng 9 Ba Lan đóng vai trò là một phần của Nhóm Tác chiến Độc lập Polesie dưới quyền Tướng Franciszek Kleeberg. Sau thất bại của Ba Lan, ông là chỉ huy của một trong những đại đội đặc công của Quân đội Ba Lan bí mật và sau đó là của Liên minh Đấu tranh Vũ trang.
Trong cuộc Khởi nghĩa Warsaw, Zbigniew Brym chỉ huy đại đội 3 của Tiểu đoàn Chrobry II. Zbigniew Brym là một nhiếp ảnh gia nổi tiếng trong cuộc khởi nghĩa, đã lập nên nhiều kỷ lục về nhiếp ảnh. Sau cuộc khởi nghĩa, Zbigniew Brym được đưa đến Oflag tại Gross Born.
Zbigniew Brym là thành viên của Ủy ban Danh dự trong quá trình xây dựng Bảo tàng Khởi nghĩa Warsaw.
Anh trai của ông, Mieczysław Brym (Tolimierz) cũng tham gia cuộc khởi nghĩa và đã hi sinh.